# Riconoscimenti ottenuti da Mr. Nobody
Mr. Nobody è un film drammatico di fantascienza del 2009 scritto e diretto da Jaco Van Dormael. Fu presentato alla 66ª Mostra internazionale d'arte cinematografica di Venezia, prima di essere pubblicato nelle sale belghe e francesi nel gennaio 2010 da Belga Films e Pathé. Fin dalla sua pubblicazione originale, Mr. Nobody è diventato un film di culto, noto per la sua filosofia e fotografia, personaggi personali e musiche di Pierre Van Dormael.
Mr. Nobody ha ricevuto riconoscimenti in categorie per il film stesso, per la sua fotografia, regia e montaggio, per la prova recitativa del cast e in particolare l'interpretazione di Jared Leto del protagonista del film Nemo Nobody. Il film fu candidato per il Leone d'oro al miglior film alla 66ª Mostra internazionale d'arte cinematografica di Venezia, ma perse per Lebanon. Sylvie Olivé vinse il premio Osella per il migliore contributo tecnico per la scenografia e il film ricevette il Biografilm Lancia Award per il miglior film biografico. Jared Leto fu candidato per la Coppa Volpi per la migliore interpretazione maschile. Fu inoltre premiato come miglior attore alla 14ª edizione del Bucheon International Fantastic Film Festival.
Mr. Nobody fu candidato in sette categorie ai Premi Magritte 2011 e vinse sei riconoscimenti: miglior film, miglior regista, migliore sceneggiatura, migliore fotografia, migliore colonna sonora e miglior montaggio. Perse il premio al miglior sonoro per Panico al villaggio. Il film vinse il premio del pubblico al miglior film europeo alla 23ª edizione degli European Film Awards e vinse l'Audience Award al Biografilm Festival. Il film, inoltre, ricevette il premio André Cavens al miglior film belga dal Sindacato Belga della Critica Cinematografica. L'American Film Institute ha inserito Mr. Nobody nella lista dei migliori film europei del 2010.

## Riconoscimenti
| Premio                                                                 | Data della cerimonia | Categoria                                   | Assegnatario                                               | Esito           |
| ---------------------------------------------------------------------- | -------------------- | ------------------------------------------- | ---------------------------------------------------------- | --------------- |
| American Film Institute                                                | 4 novembre 2010      | Migliori film europei                       | Mr. Nobody                                                 | Vincitore/trice |
| Biografilm Festival                                                    | 14 giugno 2010       | Premio del pubblico                         | Mr. Nobody                                                 | Vincitore/trice |
| European Film Awards                                                   | 4 dicembre 2010      | Premio del pubblico al miglior film europeo | Mr. Nobody                                                 | Vincitore/trice |
| Festival del cinema di Stoccolma                                       | 29 novembre 2009     | Miglior film                                | Mr. Nobody                                                 | Candidato/a     |
| Festival del cinema di Stoccolma                                       | 29 novembre 2009     | Miglior attore                              | Jared Leto                                                 | Candidato/a     |
| Festival del cinema di Stoccolma                                       | 29 novembre 2009     | Migliore fotografia                         | Christophe Beaucarne                                       | Vincitore/trice |
| Festival Internazionale del cinema di Karlovy Vary                     | 10 luglio 2010       | Miglior attore                              | Jared Leto                                                 | Candidato/a     |
| Festival Internazionale del cinema di Karlovy Vary                     | 10 luglio 2010       | Premio del pubblico                         | Mr. Nobody                                                 | Candidato/a     |
| Mostra internazionale d'arte cinematografica                           | 12 settembre 2009    | Miglior film                                | Mr. Nobody                                                 | Candidato/a     |
| Mostra internazionale d'arte cinematografica                           | 12 settembre 2009    | Gran premio della giuria                    | Mr. Nobody                                                 | Candidato/a     |
| Mostra internazionale d'arte cinematografica                           | 12 settembre 2009    | Migliore interpretazione maschile           | Jared Leto                                                 | Candidato/a     |
| Mostra internazionale d'arte cinematografica                           | 12 settembre 2009    | Migliore contributo tecnico                 | Sylvie Olivé                                               | Vincitore/trice |
| Mostra internazionale d'arte cinematografica                           | 12 settembre 2009    | Premio FIPRESCI                             | Mr. Nobody                                                 | Candidato/a     |
| Mostra internazionale d'arte cinematografica                           | 12 settembre 2009    | Miglior film biografico                     | Mr. Nobody                                                 | Vincitore/trice |
| Premio Fonske                                                          | 11 settembre 2010    | Miglior film belga                          | Mr. Nobody                                                 | Vincitore/trice |
| Premio Magritte                                                        | 5 febbraio 2011      | Miglior film                                | Mr. Nobody                                                 | Vincitore/trice |
| Premio Magritte                                                        | 5 febbraio 2011      | Miglior regista                             | Jaco Van Dormael                                           | Vincitore/trice |
| Premio Magritte                                                        | 5 febbraio 2011      | Migliore sceneggiatura                      | Jaco Van Dormael                                           | Vincitore/trice |
| Premio Magritte                                                        | 5 febbraio 2011      | Migliore fotografia                         | Christophe Beaucarne                                       | Vincitore/trice |
| Premio Magritte                                                        | 5 febbraio 2011      | Miglior montaggio                           | Matyas Veress                                              | Vincitore/trice |
| Premio Magritte                                                        | 5 febbraio 2011      | Migliore colonna sonora                     | Pierre Van Dormael                                         | Vincitore/trice |
| Premio Magritte                                                        | 5 febbraio 2011      | Miglior sonoro                              | Emmanuel de Boissieu, Frédéric Demolder, Dominique Warnier | Candidato/a     |
| Bucheon International Fantastic Film Festival                          | 25 luglio 2010       | Miglior film                                | Mr. Nobody                                                 | Candidato/a     |
| Bucheon International Fantastic Film Festival                          | 25 luglio 2010       | Migliore interpretazione maschile           | Jared Leto                                                 | Vincitore/trice |
| Silverback Awards                                                      | 27 luglio 2012       | Miglior film                                | Mr. Nobody                                                 | Vincitore/trice |
| Silverback Awards                                                      | 27 luglio 2012       | Miglior regista                             | Jaco Van Dormael                                           | Vincitore/trice |
| Silverback Awards                                                      | 27 luglio 2012       | Premio del pubblico                         | Mr. Nobody                                                 | Candidato/a     |
| Sindacato Belga della Critica Cinematografica                          | 27 dicembre 2010     | Miglior film                                | Mr. Nobody                                                 | Vincitore/trice |
| Sitges - Festival internazionale del cinema fantastico della Catalogna | 12 ottobre 2009      | Miglior film                                | Mr. Nobody                                                 | Candidato/a     |
| Sitges - Festival internazionale del cinema fantastico della Catalogna | 12 ottobre 2009      | Miglior attore                              | Jared Leto                                                 | Candidato/a     |
| Sitges - Festival internazionale del cinema fantastico della Catalogna | 12 ottobre 2009      | Miglior trucco                              | Kaatje Van Damme                                           | Vincitore/trice |
| Visuelt                                                                | 26 maggio 2008       | Miglior poster                              | Kåre Martens                                               | Candidato/a     |